# M55 (天体)
座標:  19h 39m 59.71s, −30° 57′ 53.1″
M55 (NGC 6809) はいて座にある球状星団。

## 概要
集中度ではXIとまばらな星団だが、満月の視直径の約2/3と非常に大きく見える。中心部に光が集まっている球状星団も多いが、M55は均一にいびつな形で広がっている。双眼鏡でも充分楽しめる比較的大きな星団。口径8cmの望遠鏡でわずかに周辺の微星が見えてくる。口径10cmで条件が良ければ中心部に白い斑点が見えてくる。口径30cmの望遠鏡で、完全に星を分離して見ることができる。

## 観測史
1752年6月16日にニコラ・ルイ・ド・ラカーユがケープタウンで発見した。ラカーユは「大彗星の微かな核のようだ」と記している。1778年7月24日にシャルル・メシエは「白っぽく斑点状の星雲で、まるく濃淡がなく星は見えてこない」とした。ジョン・ハーシェルは、「球状星団。11～13等級の星に分離できる。明るく大きく非常に星数が多い。次第に、中心が明るくなっている」とした。カミーユ・フラマリオンは「はっきり星が見える。広範囲にわたり不規則にまかれた星の大集塊で、星雲状の物質の中にある。直径6'でやや南北に伸びている。南天の驚嘆すべき目標である。やや青白く見えている」とした。